# Quỳnh Thạch
Quỳnh Thạch là một xã thuộc huyện Quỳnh Lưu, tỉnh Nghệ An, Việt Nam.

## Địa lý - Hành chính
Xã có diện tích 7,09 km², dân số năm 1999 là 7.636 người, mật độ dân số đạt 1.077 người/km².
Địa giới hành chính xã Bắc giáp xã Quỳnh Văn; Tây giáp xã Quỳnh Hoa; Nam giáp xã Quỳnh Hậu, Quỳnh Đôi; Đông giáp xã Quỳnh Thanh.